# Toksun
Toksun (Toqsun) (Uyghur: پىتوقسۇن ناھىيىسى‎, ULY: Toqsun Nahiyisi, UPNY: Tok̡sun Nah̡iyisi?; tiếng Trung: 托克逊县; bính âm: Tuōkèxùn xiàn, Hán Việt: Thác Khắc Tốn huyện) là một huyện của địa cấp thị Turfan, khu tự trị Tân Cương, Trung Quốc. Vào ngày 31 tháng 7 năm 1964, nhiệt độ tại một địa điểm trong huyện đã lên tới 53,3 °C, và đây là nhiệt độ cao nhất từng được ghi nhận tại Trung Quốc.

### Hành chính
Huyện Toksun được chia thành 8 đơn vị hành chính cấp hương, bao gồm 7 trấn và 1 hương.
- Trấn: Thác Khắc Tốn (托克逊镇), Khố Mễ Thập (库米什镇), Khắc Nhĩ Dảm (克尔碱镇), A Lạc Huệ (阿乐惠镇), Y Lạp Hồ (伊拉湖镇), Hạ (夏镇), Bác Tư Thản (博斯坦镇)
- Hương: Quách Lặc Bố Y (郭勒布依乡)